# Eiskunstlauf-Europameisterschaften 1933
Die 32. Eiskunstlauf-Europameisterschaften fanden 1933 in London statt. Austragungsort war der Ice Club in Westminster.

## Ergebnisse

### Herren
| Platz | Sportler       | Land                   |
| ----- | -------------- | ---------------------- |
| 1     | Karl Schäfer   | Österreich             |
| 2     | Ernst Baier    | Deutsches Reich        |
| 3     | Erich Erdös    | Ungarn                 |
| 4     | Jean Henrion   | Frankreich             |
| 5     | William Clunie | Vereinigtes Königreich |

### Damen
| Platz | Sportlerin         | Land                   |
| ----- | ------------------ | ---------------------- |
| 1     | Sonja Henie        | Norwegen               |
| 2     | Cecilia Colledge   | Vereinigtes Königreich |
| 3     | Fritzi Burger      | Österreich             |
| 4     | Hilde Holovsky     | Österreich             |
| 5     | Yvonne de Ligne    | Belgien                |
| 6     | Liselotte Landbeck | Österreich             |
| 7     | Mollie Phillips    | Vereinigtes Königreich |
| 8     | Grete Lainer       | Österreich             |
| 9     | Gweneth Butler     | Vereinigtes Königreich |
| 10    | Esther Bornstein   | Dänemark               |
| 11    | Margeret Thorpe    | Frankreich             |

### Paare
| Platz | Sportlerin                       | Land                   |
| ----- | -------------------------------- | ---------------------- |
| 1     | Idi Papez / Karl Zwack           | Österreich             |
| 2     | Lilly Gaillard / Willy Petter    | Österreich             |
| 3     | Mollie Phillips / Rodney Murdoch | Vereinigtes Königreich |
| 4     | Violet Supple / Leslie Cliff     | Vereinigtes Königreich |
| 5     | Mrs. Burman / A. P. Burman       | Vereinigtes Königreich |